# José Murature
José Félix Murature (Génova, 1804 - Buenos Aires, 9 de agosto de 1880) fue un marino y pintor argentino, de origen italiano, nacido cuando Génova pertenecía a Francia. Se distinguió en la Guerra del Brasil, en las guerras civiles argentinas y en la Guerra del Paraguay.

## Llegada al Río de la Plata
A los 11 años se inició como guardiamarina en una fragata de guerra francesa. Durante su juventud recorrió varias veces el Océano Atlántico, llegando en dos ocasiones hasta el Brasil.
En 1825 llegó a Buenos Aires, pocas semanas antes de la declaración de guerra por parte del Imperio del Brasil. Durante un tiempo, trabajó con un tío armador de buques mercantes en Montevideo, ocupada por los brasileños, y luego regresó a Buenos Aires.
Se enroló en enero de 1826 en la flota que organizaba el capitán Guillermo Brown, y pronto se convirtió en un experto en la navegación fluvial por el Río de la Plata, el Paraná y el Uruguay. Fue puesto al mando de un pequeño barco explorador, que le fue muy útil a Brown por la información sobre la flota enemiga. También transportó tropas hacia la Banda Oriental.
Cuando terminó la guerra, se dedicó al comercio fluvial, y llegó a la categoría de capitán. Muchos años pasó en esa actividad, hasta que hacia 1840 se refugió en Montevideo, como miembro del partido unitario. Prestó servicios en la pequeña flota de la ciudad sitiada, y acompañó por un tiempo al corsario José Garibaldi en su excursión por el Paraná. También se destacó por transportar exiliados desde Buenos Aires a Montevideo, cuando esta actividad era realmente peligrosa.

## La escuadra porteña
Regresó a Buenos Aires algún tiempo después de la batalla de Caseros. Después de la revolución del 11 de septiembre de 1852, se enroló como mayor de la flota porteña, al mando de la goleta "Santa Clara". La escuadra porteña, compuesta por seis naves, fue puesta a las órdenes del marino polaco Floriano Zurowski. El 18 de abril del año siguiente, fueron derrotados por la escuadra de la Confederación frente a la isla Martín García.
Zurowski fue relevado, y en su lugar se designó comandante a Murature el 1 de mayo de 1853. Tomó el mando de la goleta "9 de Julio", con la que tuvo que defender el puerto de la ciudad contra el ataque federal. El relativo triunfo le valió el ascenso a coronel de marina.
Después de la traición del capitán estadounidense John Halstead Coe, que significó el fin del sitio de Buenos Aires, permaneció como comandante de la marina porteña, durante seis años de enfrentamientos parciales.
Poco antes de la batalla de Cepeda, en 1859, forzó el paso de las baterías del Rosario y se situó frente a la ciudad de Paraná. Allí enfrentó a la tripulación de su nave, que se amotinó para pasarse a la Confederación. En la llamada "Sublevación del Pinto" fue herido de cierta gravedad y presenció la muerte de su hijo Alejandro, asesinado por los amotinados. La nave capitana fue incorporada a la flota federal; durante varias semanas, todo Buenos Aires creyó que el capitán Murature también se había pasado. La comandancia de la Escuadra Porteña paso a Antonio Susini, quien logro fugarse de los federales, mientras que Murature permaneció preso del presidente Justo José de Urquiza, que lo liberó poco después del Pacto de San José de Flores.
Apoyó las operaciones del ejército porteño antes y después de la batalla de Pavón, pero su papel no fue muy destacado. Luego de la creación del nuevo Gobierno Naciónal, a fines de 1861, fue nombrado comandante de la recientemente unificada escuadra nacional y se lo conoció como comodoro, aunque no tenía el grado. Sólo en 1874 se le dio el de coronel de marina.

## La Guerra del Paraguay

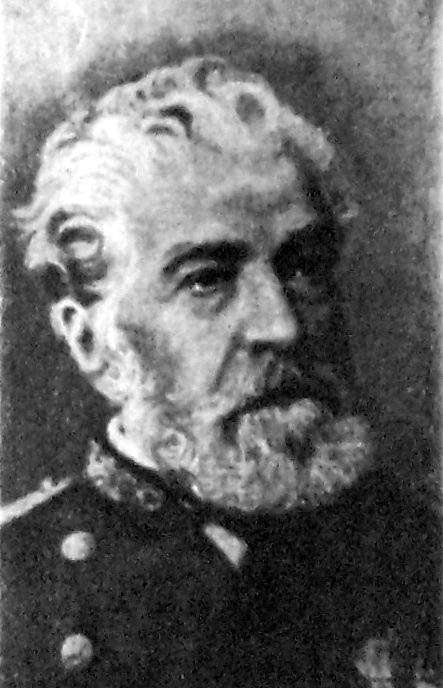
José Murature hacia 1665.

En enero de 1865 comandó la escuadrilla argentina que dio apoyo al ataque de las fuerzas de Venancio Flores y sus aliados brasileños durante el sitio de Paysandú; e intervino para tratar de evitar el asesinato de sus defensores.
Poco después, en parte por el sitio y captura de Paysandú, se encendió la Guerra del Paraguay. Murature fue el jefe de la flota argentina en esa guerra. Participó en la recuperación de Corrientes, especialmente durante el combate de Paso de Cuevas, en agosto de 1865. Durante esta batalla una división naval brasileña a la que se había incorporado su barco, el "Guardia Nacional" cruzó las líneas de defensa paraguayas y su artillería, ubicada en las barrancas del Río Paraná. Lograron superar el escollo, pero Murature decidió detener el buque para prolongar el duelo de artillería. El resultado fue la casi destrucción de la nave y quince muertos, entre ellos Enrique Py el hijo del futuro comodoro Luis Py, quien comandaba el buque.
Durante casi todo el resto de la guerra no hubo batallas navales, de modo que se dedicó al transporte de tropas al sur del Paraguay; la guerra naval quedó como responsabilidad de la escuadra imperial de Joaquim Tamandaré, que tuvo un desempeño poco destacado.

## Últimos años
Se retiró de la Armada Argentina después del fin de la guerra, salvo un esporádico servicio durante la represión del caudillo entrerriano Ricardo López Jordán.
Se dedicó a pintar escenas navales y los retratos de los buques de la Armada Argentina. Sus pinturas son de una calidad destacable, especialmente notable por provenir de un oficial naval de tan alto rango.
Falleció en Buenos Aires en agosto de 1880. Sus restos descansan en el Cementerio de la Recoleta, en Buenos Aires.